# Чемпинь (гмина)
Че́мпинь (пол. Czempiń) — гмина (волость) в Польше, входит как административная единица в Косьцянский повет, Великопольское воеводство. Население — 11 323 человека (на 2008 год).

## Сельские округа
1. Бетково
2. Бечины
3. Борово
4. Нове-Борувко
5. Донатово
6. Глухово
7. Гожице
8. Гожички
9. Ярогневице
10. Ясень
11. Нове-Тарново
12. Новы-Голембин
13. Пеханин
14. Пётрковице
15. Пётрово-Друге
16. Пётрово-Первше
17. Серники
18. Слонин
19. Сроцко-Вельке
20. Старе-Тарново
21. Стары-Голембин
22. Задоры

## Прочие поселения
1. Хеленополь
2. Марушково
3. Ракувка
4. Рошково

## Соседние гмины
1. Гмина Бродница
2. Гмина Косьцян
3. Гмина Кшивинь
4. Гмина Мосина
5. Гмина Стеншев
6. Гмина Сьрем